# Linaria amethystea
Linaria amethystina é uma planta herbácea da família Plantaginaceae.

## Descrição
Pequena planta de caules erectos verde-azulado, de 10–15 cm, folhas da mesmo cor, lanceoladas; as inferiores surgindo várias de um mesmo ponto e as superiores alternas, quase pegadas longitudinalmente ao caule.
Flores na Primavera, solitárias ou em pequenos grupos no extremo do caule; possuem corola de dois lábios, o superior longo e estreito, azul ametista e o inferior abaulado, quase branco e manchado de azul e um longo esporão até abaixo, também ametista. Em conjunto, as flores formam quase uma quarta parte do comrpirmento da planta.

## Distribuição e habitat
Em Espanha ocorre em Castilla y León, Castilla la Mancha e Comunidad de Madrid. Cresce em pastos arenosos.
Em Portugal ocorrem duas subespécies:
- Linaria amethystea subsp. multipunctata
- Linaria amethystea subsp. amethystea

A primeira ocorre em prados, campos agrícolas e pousios. A segunda, nos mesmos habitats que a primeira, incluindo também bermas de caminhos, clareiras e em zonas arenosas junto à costa.